# Karlskoga
Karlskoga è una città della Svezia, capoluogo del comune omonimo, nella contea di Örebro. Ha una popolazione di 27.500 abitanti.
La città è sede della ditta svedese Bofors, il cui proprietario più celebre fu Alfred Nobel dal 1894 alla sua morte nel dicembre 1896.

## Amministrazione

### Gemellaggi
- Húsavík
- Riihimäki, dal 1940
- Sanremo
- Wheaton